# Tir la Jocurile Olimpice de vară din 2020 - Trap (masculin)
Proba de tir trap masculin de la Jocurile Olimpice 2020 a avut loc la 28-29 iulie 2021 la Asaka Shooting Range.

## Program
Orele sunt ora Japoniei (UTC+9) 
| Data                    | Timp  | Etapă                   |
| ----------------------- | ----- | ----------------------- |
| Miercuri, 28 iulie 2021 | 09:00 | Calificări - ziua 1     |
| Joi, 29 iulie 2021      | 09:00 | Calificări - ziua a 2-a |
| Joi, 29 iulie 2021      | 09:00 | Finala                  |

## Rezultate

### Calificări
| Loc | Sportiv               | Țară                       | 1  | 2  | 3  | 4  | 5  | Total     | Shoot-off | Note |
| --- | --------------------- | -------------------------- | -- | -- | -- | -- | -- | --------- | --------- | ---- |
| 1   | Jiří Lipták           | Cehia                      | 25 | 24 | 25 | 25 | 25 | 124       |           | C    |
| 2   | Matthew Coward-Holley | Marea Britanie             | 24 | 24 | 25 | 25 | 25 | 123       | +21       | C    |
| 3   | Abdulrahman Al-Faihan | Kuweit                     | 24 | 25 | 25 | 24 | 25 | 123       | +20       | C    |
| 4   | David Kostelecký      | Cehia                      | 25 | 24 | 24 | 25 | 25 | 123       | +5        | C    |
| 5   | Yu Haicheng           | China                      | 24 | 24 | 25 | 25 | 25 | 123       | +2        | C    |
| 6   | Jorge Orozco          | Mexic                      | 25 | 24 | 23 | 25 | 25 | 122       | +17       | C    |
| 7   | Talal Al-Rashidi      | Kuweit                     | 24 | 24 | 24 | 25 | 25 | 122       | +16       |      |
| 8   | Aleksey Alipov        | (COR)                      | 25 | 25 | 23 | 24 | 25 | 122       | +10       |      |
| 9   | Alberto Fernández     | Spania                     | 23 | 25 | 25 | 24 | 25 | 122       | +6        |      |
| 10  | Mauro De Filippis     | Italia                     | 25 | 24 | 25 | 23 | 25 | 122       | +1        |      |
| 11  | Erik Varga            | Slovacia                   | 24 | 25 | 24 | 25 | 24 | 122       | +1        |      |
| 12  | Brian Burrows         | Statele Unite ale Americii | 25 | 24 | 23 | 24 | 25 | 121       |           |      |
| 13  | Mohammed Al-Rumaihi   | Qatar                      | 23 | 25 | 24 | 25 | 24 | 121       |           |      |
| 14  | Yang Kun-pi           | Taipeiul Chinez            | 25 | 24 | 23 | 25 | 24 | 121       |           |      |
| 15  | Andreas Löw           | Germania                   | 24 | 24 | 25 | 24 | 24 | 121       |           |      |
| 16  | Abdel-Aziz Mehelba    | Egipt                      | 24 | 24 | 25 | 25 | 23 | 121       |           |      |
| 17  | Savate Sresthaporn    | Thailanda                  | 24 | 25 | 25 | 24 | 23 | 121       |           |      |
| 18  | Gian Marco Berti      | San Marino                 | 25 | 25 | 24 | 24 | 23 | 121       |           |      |
| 19  | Ahmed Zaher           | Egipt                      | 22 | 24 | 25 | 25 | 24 | 120       |           |      |
| 20  | João Azevedo          | Portugalia                 | 23 | 25 | 24 | 25 | 23 | 120 CB:12 |           |      |
| 21  | James Willett         | Australia                  | 23 | 25 | 24 | 25 | 23 | 120 CB:2  |           |      |
| 22  | Josip Glasnović       | Croația                    | 24 | 24 | 25 | 24 | 23 | 120       |           |      |
| 23  | Aaron Heading         | Marea Britanie             | 24 | 24 | 25 | 25 | 25 | 119       |           |      |
| 24  | Derrick Mein          | Statele Unite ale Americii | 24 | 23 | 23 | 25 | 24 | 119       |           |      |
| 25  | Thomas Grice          | Australia                  | 25 | 22 | 24 | 25 | 23 | 119       |           |      |
| 26  | Derek Burnett         | Irlanda                    | 22 | 24 | 24 | 24 | 24 | 118       |           |      |
| 27  | Alessandro de Souza   | Peru                       | 24 | 22 | 25 | 23 | 24 | 118       |           |      |
| 28  | Andreas Makri         | Cipru                      | 22 | 25 | 23 | 22 | 25 | 117       |           |      |
| 29  | Shigetaka Oyama       | Japonia                    | 24 | 22 | 23 | 21 | 25 | 115       |           |      |

### Finală
| Loc | Sportiv                     | Serii | Serii | Serii | Serii | Serii | Serii | Shoot-off | Note           |
| Loc | Sportiv                     | 1     | 2     | 3     | 4     | 5     | 6     | Shoot-off | Note           |
| --- | --------------------------- | ----- | ----- | ----- | ----- | ----- | ----- | --------- | -------------- |
| 1   | Jiří Lipták (CZE)           | 20    | 24    | 29    | 34    | 39    | 43    | +7        | Record olimpic |
| 2   | David Kostelecký (CZE)      | 23    | 28    | 32    | 36    | 38    | 43    | +6        | Record olimpic |
| 3   | Matthew Coward-Holley (GBR) | 21    | 25    | 29    | 33    |       |       |           |                |
| 4   | Jorge Orozco (MEX)          | 22    | 26    | 28    |       |       |       |           |                |
| 5   | Yu Haicheng (CHN)           | 19    | 24    |       |       |       |       |           |                |
| 6   | Abdulrahman Al-Faihan (KUW) | 18    |       |       |       |       |       |           |                |